# Сігетхалом
Сігетхалом (угор. Szigethalom) — місто в центральній частині Угорщини, в медьє Пешт. Населення — 13 151 осіб (2001).